# 細網線維

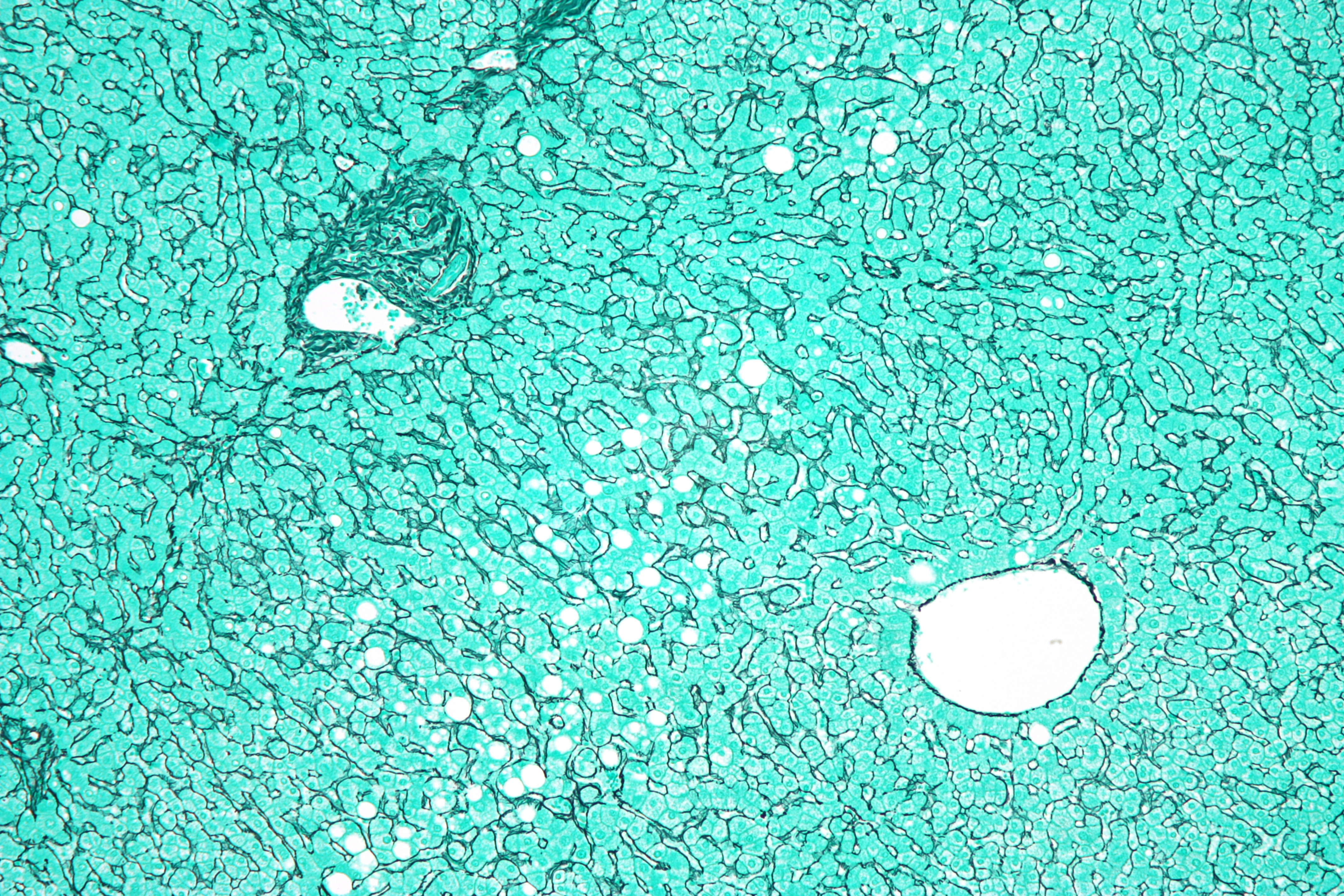
レチクリン染色した正常肝板の厚さと軽度の脂肪変性を示す肝臓生体組織診断の染色

細網線維（さいもうせんい、英:Reticular fiber）またはレチクリンは、III型コラーゲンで構成される結合組織の線維の種類を記述するために使用されている組織学用語である。細網線維は、網状の繊維が細かい網（レチクリン）を形成するために架橋している。この網目は、肝臓、骨髄などの軟組織の支持網やリンパ系の組織や臓器として機能する。